# Burg Osterfeld
Die Burg Osterfeld ist eine mittelalterliche Höhenburg, von der heute noch der markante runde Bergfried erhalten ist. Die Burg liegt oberhalb der Stadt Osterfeld bei Naumburg (Saale) im Burgenlandkreis in Sachsen-Anhalt.

## Geschichte
Eine slawische Wallburg aus dem 6. Jahrhundert, deren Wallreste heute noch erhalten sind, wurde im 11./12. Jahrhundert von den meinheringischen Burggrafen von Neuenburg zu einer annähernd quadratischen Niederungsburg aus Bruchsteinmauerwerk ausgebaut. Urkundlich erstmals erwähnt wurde die Burganlage im Jahr 1198 durch Markgraf Dietrich von Meißen in einem dem Kloster Lausnitz ausgestellten Dokument.
Von der ursprünglichen Anlage erhalten blieben der Bergfried mit dem im Volksmund als „Matzturm“ bezeichneten Rundturm und einem spitzbogigen Portal sowie Mauerreste. Das Burggelände wird heute als Grundschule genutzt und ist nur eingeschränkt zugänglich.

## Galerie

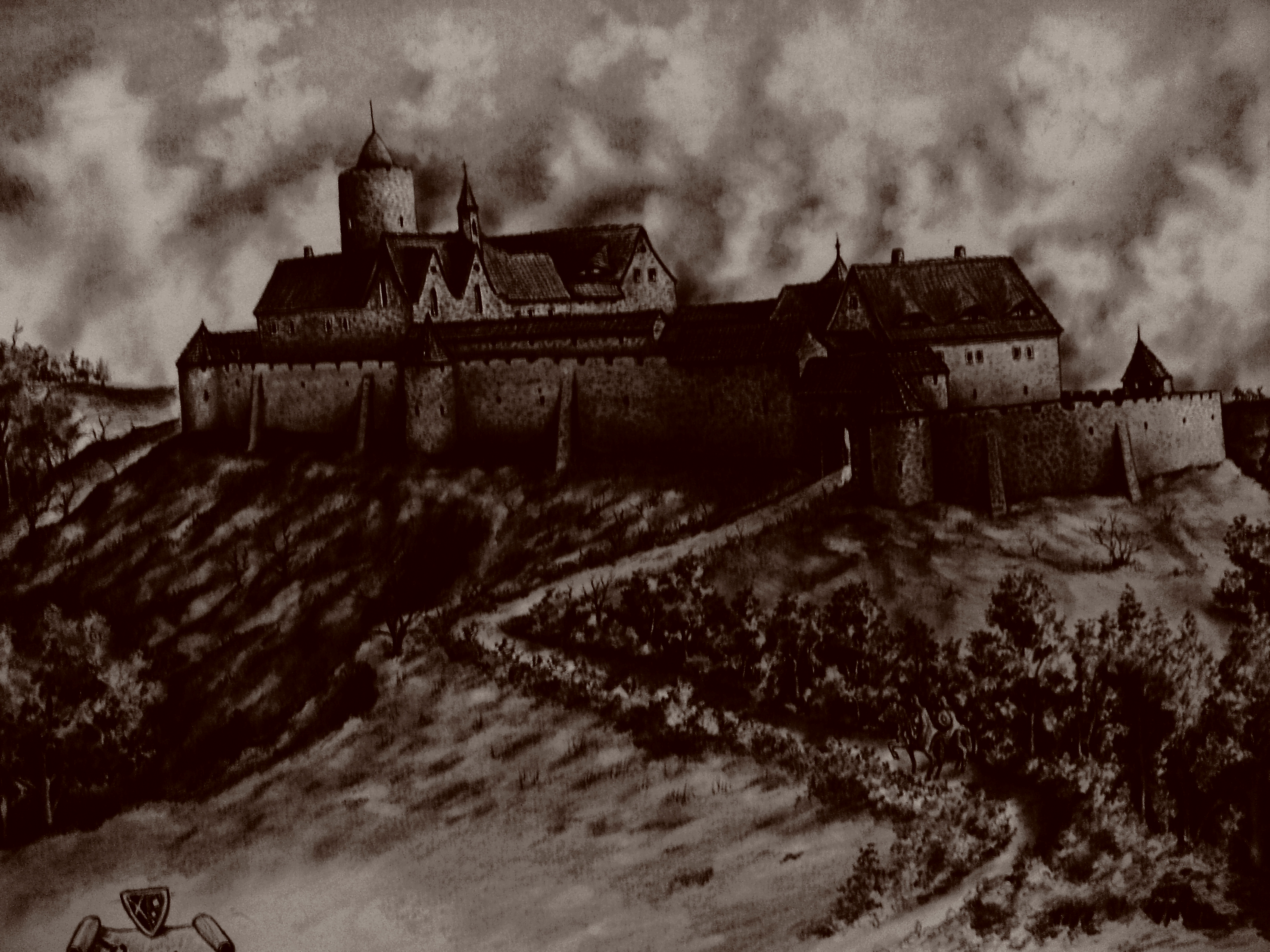
Burg Osterfeld im 15. Jahrhundert
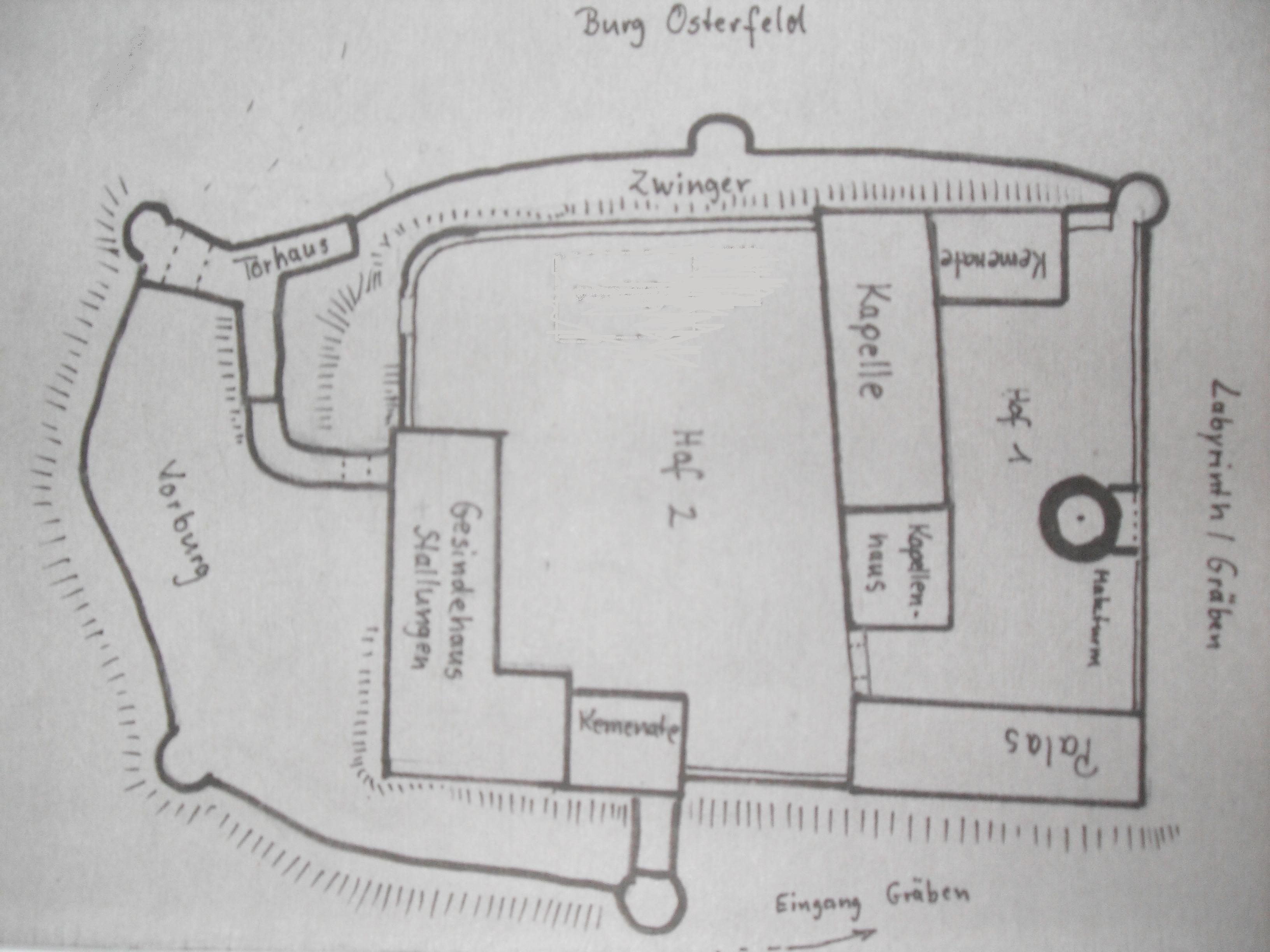
Grundriss der Burg
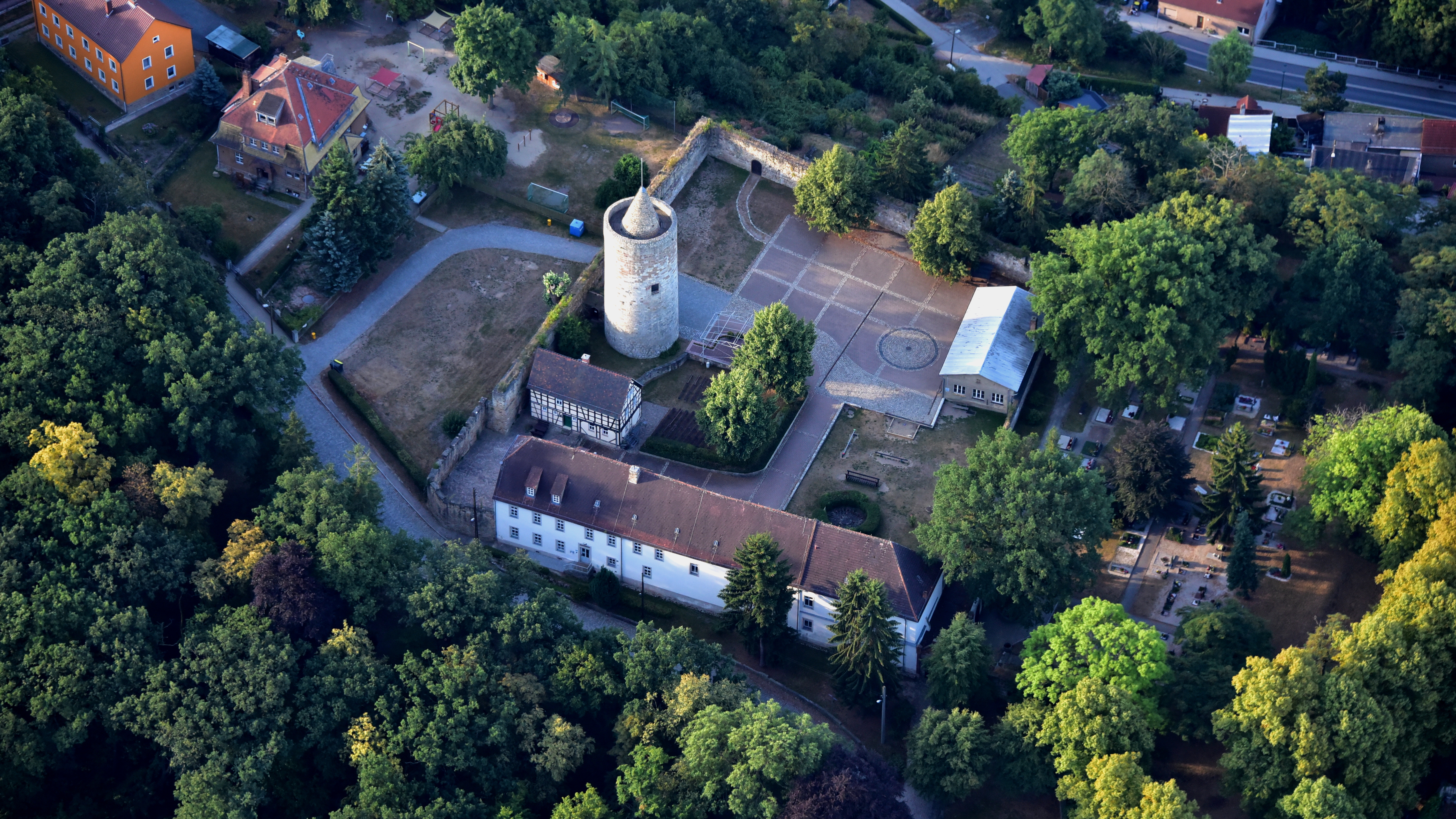
Burg Osterfeld, Luftaufnahme (2018)
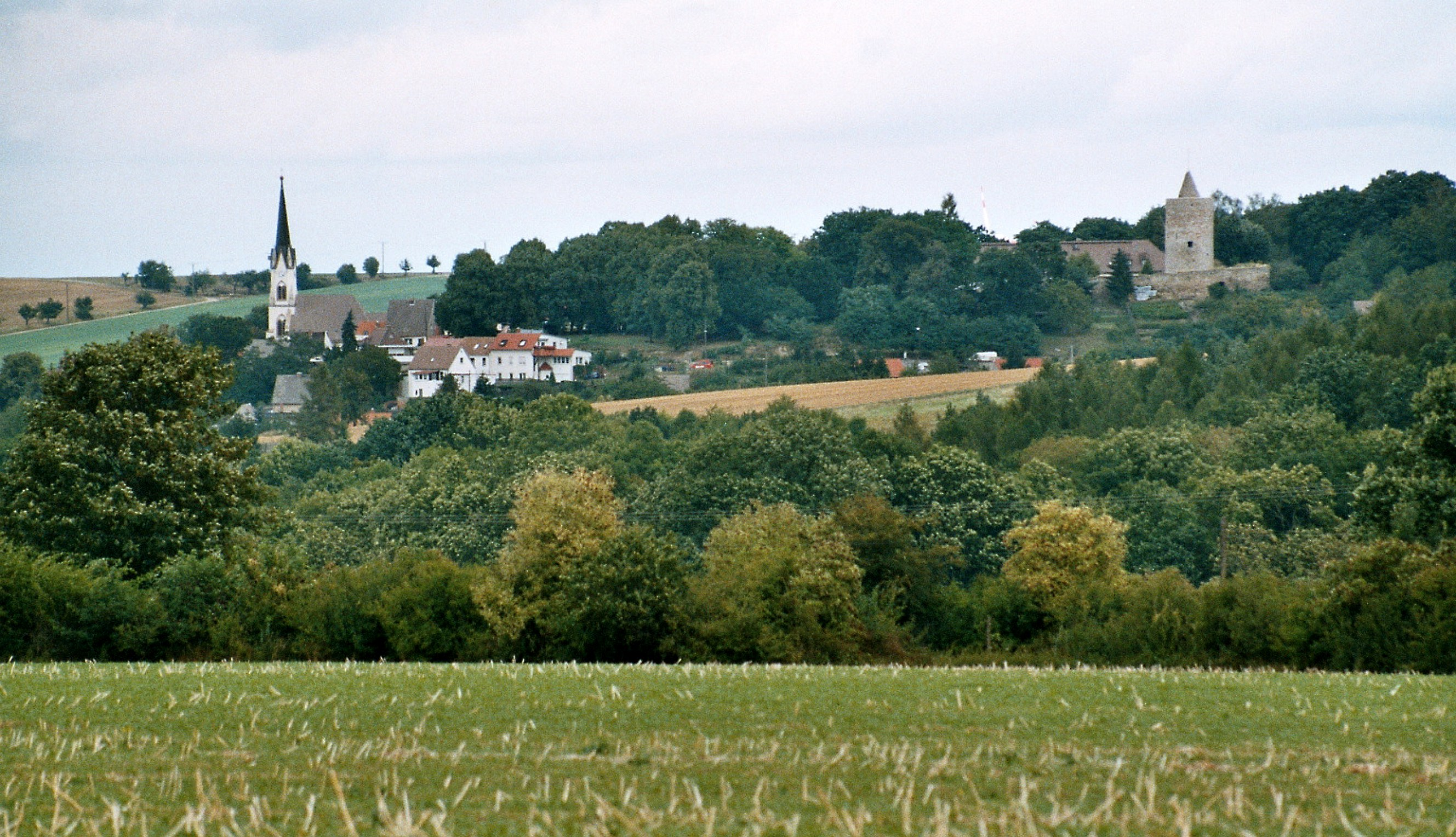
Blick auf Osterfeld mit der Burg (rechts)